# Kalligramma turutanovae
Kalligramma turutanovae là một loài côn trùng trong họ Kalligrammatidae thuộc bộ Neuroptera. Loài này được Martynova miêu tả năm 1947.